# Silalahi II
Silalahi II is een bestuurslaag in het regentschap Dairi van de provincie Noord-Sumatra, Indonesië. Silalahi II telt 989 inwoners (volkstelling 2010).